# Медводе (община)
Община Медводе (словен. Občina Medvode) — одна з общин в центральній Словенії. Адміністративним центром є місто Медводе. Община розташована в місці злиття двох річок, Сава і Сора. Община використовує природні ресурси для розвитку туризму ("зелені ворота столиці»).

## Населення
У 2011 році в общині проживало 15650 осіб, 7726 чоловіків і 7924 жінок. Чисельність економічно активного населення (за місцем проживання), 6403 осіб. Середня щомісячна чиста заробітна плата одного працівника (EUR), 927,07 (в середньому по Словенії 987.39). Приблизно кожен другий житель у громаді має автомобіль (54 автомобіля на 100 жителів). Середній вік жителів склав 41,7 роки (в середньому по Словенії 41.8). 